# هيلدرشم (كامبريدجشير)
هيلدرشم (بالإنجليزية: Hildersham)‏ هي قرية و أبرشية مدنية تقع في المملكة المتحدة في إنجلترا. يقدر عدد سكانها بـ 202 نسمة .